# /dev/full
리눅스에서 /dev/full 또는 더 얼웨이즈 풀 디바이스(the always full device←무조건 꽉 찬 장치)는 쓰기 시에 ENOSPC(장치에 공간이 없다는 의미의 "No space left on device") 오류 코드를 무조건 반환하는 특수 파일의 하나로, /dev/zero)와 비슷한 방식으로 무한한 수의 0바이트를 프로세스에 제공한다. 이 장치는 일반적으로 "디스크 꽉 참" 오류와 마주할 때 프로그램의 동작을 테스트하기 위해 사용된다.
```
$ 
echo
 
"Hello world"
 
>
 
/dev/full

bash: echo: write error: No space left on device

```

리눅스에 특화된 의사 장치가 있는 FreeBSD 또한 /dev/full을 지원한다.

## 같이 보기
- /dev/null
- 폴트 인젝션